# Подорож до Казохінії
«Подорож до Казохінії» (угор. Gulliver utazása Kazohiniában; есп. Vojaĝo al Kazohinio) — науково-фантастичний роман з елементами утопії та антиутопії угорського письменника Шандора Шатмарі (1897–1974). Вперше надрукований 1941 року угорською мовою, в 1958 році Sennacieca Asocio Tutmonda опублікувала роман мовою есперанто, а 1998 року роман надрукували англійською мовою. Протягом наступних десятиліть з'явилося декілька видань угорською мовою (1946, 1957, 1972, 1980, 2009), а також англійський переклад у Будапешті в 1975 (Corvina Press). У 2012 році вище вказаний переклад вперше отримав широке розповсюдження за межами Угорщини, опублікувавши його в New Europe Books під назвою «Подорож до Казохінії» — відповідно до ранніх угорських назв видань роману, зокрема «Gulliver utazása Kazohiniában» («Подорожі Гуллівера по Казохінії»; 1941) та U«tazás Kazohiniában» («Подорожі Казогінією»; 1946) та із заголовком видання мовою есперанто: «Vojaĝo al Kazohinio».
«Казохінія» — це утопія / антиутопія, створена частково за зразком «Мандрів Гуллівера» ірландця Джонатана Свіфта, а тому належить як до утопії, так і жанру подорожей.

## Сюжет та тлумачення
Як і в прототипі Гуллівера, роман розпочинається корабельною трощею з одиноким вцілілим, який опинився в невідомій країні, а саме в країні Хін, яка містить групу меншин, бехінів. Відповідно, цей твір угорського письменника відноситься не стільки до творчості Свіфта, скільки точніше до «Прекрасного нового світу» британського письменника Олдоса Гакслі. Як й у вище вказаній роботі, існують два різнорідних, відокремлених суспільства, одне — розвинене, інше — відстале.
Хіни — це люди, які вирішили всі економічні проблеми: виробництво та використання товарів базується на потребі замість грошей, а рівень життя бездоганний. Хіни живуть без будь-якого уряду чи адміністративного органу, оскільки впевнені, що вони лише заважатимуть виробництву. Вони живуть відповідно до «чистої реальності існування», яку вони називають казо.
Існує дві основні інтерпретації намірів автора:
- Хоча тему можна розглядати як критику розвиненого суспільства, де вкрай прогресивний винахід йде рука об руку з втратою людських почуттів, Дежо Керештури, автор передмови до угорського видання, заявив, що це не те, що мав на увазі Шатмарі. Вочевидь, автор створив Хінів як ідеальне суспільство, яких хвилюють «справжні» речі життя, а не такі фантазми, як нації, релігія та гроші, які, незалежно від намірів, завдають людям значної біди.
- Інша інтерпретація полягає в тому, що автор сатирує як людське суспільство, так і комуністичні утопії загалом — які, на його думку, однаково призводять до таких згубних наслідків, як різанина[1].

Головний герой, якому набридло нелюдське життя хінів, вирішує жити серед божевільних бехінів, які, як повідомляється, краще відповідають його світогляду. Він сподівається, що, живучи у відгородженому районі серед бехінів, він зустріне інших з людськими почуттями.
Проте бехіни утворили ірраціональне суспільство, в якому умови життя підтримуються правлячими хінами, тоді як вони самі заклопотані тим, що для головного героя здається безглуздими церемоніями та надто частими жорстокими сварками. Бехіни навмисно влаштовують своє життя таким чином, щоб перевернути реальність і логіку на з ніг на голову, тоді як у хінів все влаштовано відповідно до дійсності. Проживаючи серед них, головний герой зазнає голоду, надзвичайних страждань та навіть небезпеки смерті. Ця частина роману насправді є сатирою, причому кожне безумство бехінів перетворюється на грані західного, християнського суспільства головного героя, такі як війна, релігія, етикет, мистецтво та філософія.
Щоб ще більше підкреслити сатиру, головний герой не бачить очевидних паралелей між своєю батьківщиною та світом бехінів. Однак згодом письменник підкреслює цю іронію, порівнюючи лідера бехінів та британського адмірала, які формулюють ту саму ірраціональну філософію. Бехіни є «справжніми» людьми, але оскільки їх символи та звичаї зовні відрізняються від звичних головному герою, він розглядає їх як звичайних божевільних дикунів.

## Літературна техніка
Гумор майстерно контрастує із серйозним змістом, гарантуючи легке прочитання. Хоча перша половина роману, яка описує хінів, є своєрідною утопією, незважаючи на питання намірів автора, та використовує гумор, щоб полегшити настрій, друга половина про суспільство бехінів володіє гумором як нещадною зброєю, розвінчуючи та висміюючи кожен аспект нашого ірраціонального світу.
З точки зору мови, роман напрочуд легкий навіть у ті моменти, коли читач завалений великою кількістю неологізмів, якими хіни та бехіни посилаються на свої дивні уявлення та концепції життя.

## Публікація
Були певні суперечки щодо того, написав Шатмарі роман спочатку угорською мовою чи есперанто, і навряд чи це питання колись буде остаточно вирішене. Але більшість провідних науковців Угорщини сьогодні вважають, що він спочатку написав її рідною, угорською, мовою а, коли Шандор досить добре володів есперанто, то переклав книгу також цією мовою, за певної допомоги Кальмана Калочая. Менш вірогідною виглядає теорія, яка стверджує, що після написання частини книги угорською мовою Шатмарі її переписав і за допомогою Калочая закінчив спочатку есперанто. Відповідно до цієї точки зору, коли часопис мовою есперанто «Literatura Mondo», який прийняв його, вийшов з припинив діяльність на початку Другої світової війни, він переписав його або переклав угорською мовою, після чого опублікував у 1941 році. У будь-якому випадку, здається майже точно, що авторська есперантистська версія по суті була повна або, принаймні, відносно готова до першої публікації книги угорською мовою, навіть зважаючи на те, що есперантистське видання офіційно з’явилося лише в 1958 році.

## Відгуки про книгу
Окрім того, що роман часто залишається поза увагою класикою угорської літератури, яка користується культовим статусом на рідній землі, «Подорож до Казохінії» вважається одним з головних оригінальних романів на есперанто, назва якого — «Vojaĝo al Kazohinio». Кальман Калочай назвав роман «підступним»; Вільям Ольд поставив роботу Шатмарі на один рівень зі Свіфтом, Джоном Веллсом та Анатолем Франсе; Мішель Дюк Гоніназ вважає, що читання Шатмарі є «потужним стимулом до думки»; а Вільмос Бенчик прив'язує роботу Сатмарі висловом «протвережуючий гуманізм».
Американський прозаїк Грегорі Магуайр, автор романів «Злі: життя і часи злих відьом із Заходу» та «Геть з Оз», прокоментував цей роман для нового англійського видання (New Europe Books, 2012):
«„Скажи всю правду“, — говорила Емілі Дікінсон, — «але скажи це неоковирно». За такою слушною порадою сатирики та спекулятори вирушають уперед у такі різноманітні світи, як Оз, Ліліпутія, Океанія (1984 року), а тепер — Казохінія. Голосом старого світу з постмодерністськими тонами «Подорож до Казохінії» Шандора Сатмарі піднімає комічний ніж до різних наших концепцій уряду, перекриваючи наші зусилля щодо визначення найбільш доцільного соціального устрою для населення. Гуллівер, принижений індивід із надмірним почуттям дієздатності, заробляє нашу бурхливу прихильність, якщо зустрічається з нашим побоюванням щодо власної сліпоти. Крузо зіткнувся з П’ятницею, Аліса програла на скаженому чаювання: Приготуйте місце новому Гулліверу! Він привіз додому новини з Казохінії».

## Відсилання
Цей запис розпочався як переклад статті Вікіпедії мовою есперанто. Додаткова інформація була додана до статті про її автора, а подальше розуміння випливає з післямови, написаної Дешо Керештури, до англійського перекладу, опублікованого в Угорщині в 1975 році, а також обговорень та листування в 2011 році з трьома відомими літературознавцями Угорщини.

## Попередники
«Карінті був для мене духовним батьком», - цитує Дежо Керештури Шатмарі у своїй післямові до «Подорожі до Казохінії». Згадується також «Прекрасний новий світ» Олдоса Гакслі, хоча автора цитує Керештури у своїй післямові, «Я писав «Подорож до Казохінії» за два роки до появи «Прекрасного нового світу» Я б не міг наслідувати його більш досконало, якби спробував. У будь-якому разі, це моя щастя, що вона була задумана двома роками раніше, тому що між ними є так багато спільного, що я ніколи не був би настільки сміливим, щоб написати «Подорож до Казохінії», якби спочатку прочитав „Прекрасний новий світ“». Хоча один видатний вчений-літературознавець в Угорщині вважає, що Шатмарі, ймовірно, чув і читав про «Прекрасний новий світ» до написання «Подорожі до Казохінії», але немає доказів того, що Шандор насправді читав роман, переклад якого угорськогю мовою опублікували лише після того, як автор написав «Подорож до Казохінії». Окрім цього, незважаючи на деякі теми, які збігаються, та взаємний інтерес до опису технології ймовірного майбутнього, «Подорож до Казохінії» описує сьогодення, а не майбутнє, до того ж вище вказаний роман комічний зігалом — це принципово інша книга.